# Crucifix (Agnolo Gaddi, Pieve di San Martino)
Le Crucifix de Pieve di San Martino  est un grand croix peinte a tempera et or sur bois, réalisé au  XIVe siècle par Agnolo Gaddi, laquelle est exposé à la Pieve di San Martino (it),  dans la commune Sesto Fiorentino dans la province de Florence.

## Description
Il s'agit d'une représentation du  Christus dolens.
Le Christ se doit d'être représenté mort, souffrant sur la croix (et non plus triomphant ou résigné) :
- La tête baissée sur l'épaule,
- les yeux fermés sont absents, énucléés (orbites vides),
- marques de douleur sur le visage,
- la bouche est incurvée vers le bas,
- les plaies sont saignantes (mains, pieds et flanc droit),
- le corps tordu déhanché, arqué dans un spasme de douleur, subissant son poids terrestre,
- schématisation des muscles et des côtes,
- chairs verdâtres
- pieds superposés.
- périzonium transparent

Le crucifix se termine aux extrémités par des scènes  annexes  (tabellone) :
- à gauche : Marie tournée vers son fils mort
- à droite : Jean souffrant
- en haut : l'allégorie du sacrifice du Pélican se sacrifiant pour ses petits, surmontant le  titulus du texte de « INRI »
- les flancs latéraux du Christ à fond doré se terminant en bas en forme de calice.
- en soppedaneo : le Golgotha avec le crâne d'Adam